# Джида (станція)
Джида (рос. Джида) — станція Улан-Уденського регіону Східносибірської залізниці Росії, розташована в селі Джида, на дільниці Заудинський — Наушки між станціями Селендума (відстань — 26 км) і Хужир (14 км). Відстань до ст. Заудинський — 204 км, до державного кордону — 49 км.